# Bette Midler Sings the Peggy Lee Songbook
Bette Midler Sings the Peggy Lee Songbook è il dodicesimo album in studio della cantante statunitense Bette Midler, pubblicato nel 2005.
Si tratta di un album tributo a Peggy Lee.

## Tracce
1. Fever (Eddie Cooley, John Davenport) – 3:38
2. Alright, Okay, You Win (Mayme Watts, Sid Wyche) – 2:48
3. I Love Being Here With You (Peggy Lee, Frank Loesser, Bill Schluger) – 2:46 - Duet With Barry Manilow
4. Happiness Is a Thing Called Joe (Harold Arlen, Yip Harburg) – 4:54
5. Is That All There Is? (Jerry Leiber, Mike Stoller) – 4:26
6. I'm a Woman (Leiber, Stoller) – 2:28
7. He's a Tramp (Sonny Burke, Lee) – 2:39
8. The Folks Who Live on the Hill (Oscar Hammerstein II, Jerome Kern) – 3:07
9. Big Spender (Cy Coleman, Dorothy Fields) – 2:18
10. Mr. Wonderful (Jerry Bock, Larry Holofcener, George David Weiss) – 4:33
11. He Needs Me (Arthur Hamilton) – 4:09 [Bonus Track on CDs sold at Barnes & Noble]